# Château de Chantemille
Le château de Chantemille est situé à Ahun dans le département de la Creuse et la région Nouvelle-Aquitaine.
Il fait l’objet d’une inscription sur l'inventaire supplémentaire des monuments historiques depuis le 28 mars 2000.

## Historique
Le château actuel a été construit à partir de 1470 sur un site fortifié remontant au Xe siècle. À la fin du Xe siècle il appartenait aux chevaliers de Chantemille et passa par mariage dans plusieurs familles de chevaliers dont les La Chapelle Taillefer, les Le Fort des Ternes, Pierrebuffière et aussi un neveu de Grégoire XI, Guillaume de Besse.
Cet emplacement permettait de contrôler le passage de la Creuse.
Le bâtiment actuel a été construit par Louis du Puy, sénéchal de la Marche, et resta dans cette famille pendant cinq générations avant de passer par mariage à Louis Chasteigner de La Rocheposay, gouverneur de la Marche. Il fut vendu pour la première fois en 1609 à la famille Mérigot de Sainte Feyre qui le conserva jusqu'en 1845 environ.

## Architecture
L'entrée se fait par une porte cochère qui, autrefois, était munie d'un pont-levis à l'époque où des fossés  entouraient le château à l'ouest et au nord. 
La maison forte est formée d'un corps de logis rectangulaire flanqué de deux tours d'angle circulaires et d'une tour quadrangulaire comprenant un escalier en vis. Une aile en retour d'équerre a été ajoutée au début du XVIe siècle s'appuyant sur une troisième tour circulaire plus ancienne ; une petite tour ronde en façade possède un escalier en vis desservant l'étage. 
Une chapelle, ruinée à la fin du XVIe siècle, reconstruite en 1618 est à nouveau ruinée à la fin du XVIIIe siècle, elle occupait l'angle nord-est de l'esplanade. Les substructures constituent actuellement une terrasse surplombant la rivière de la Creuse.

## Photothèque

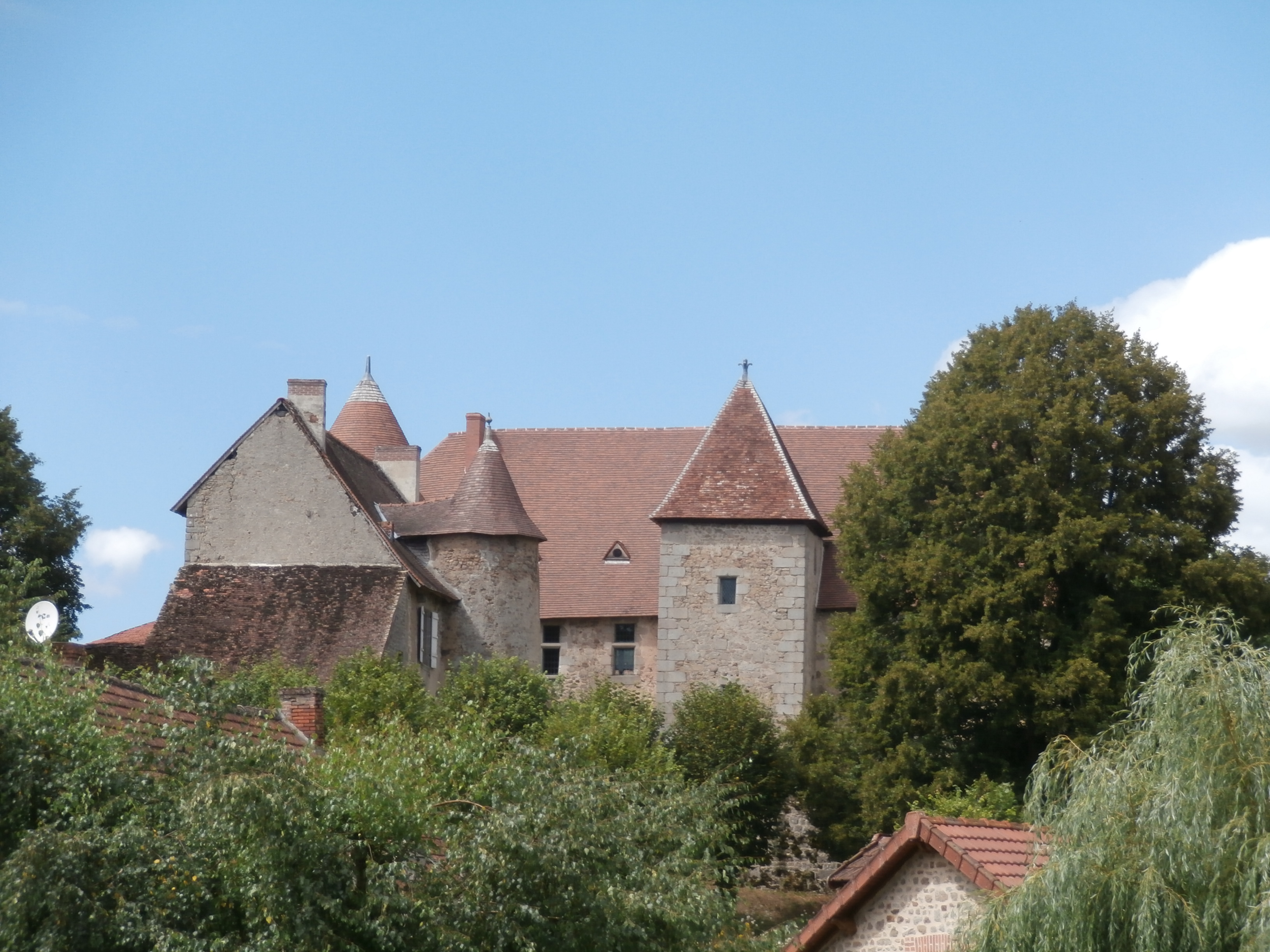
Château en août 2013.
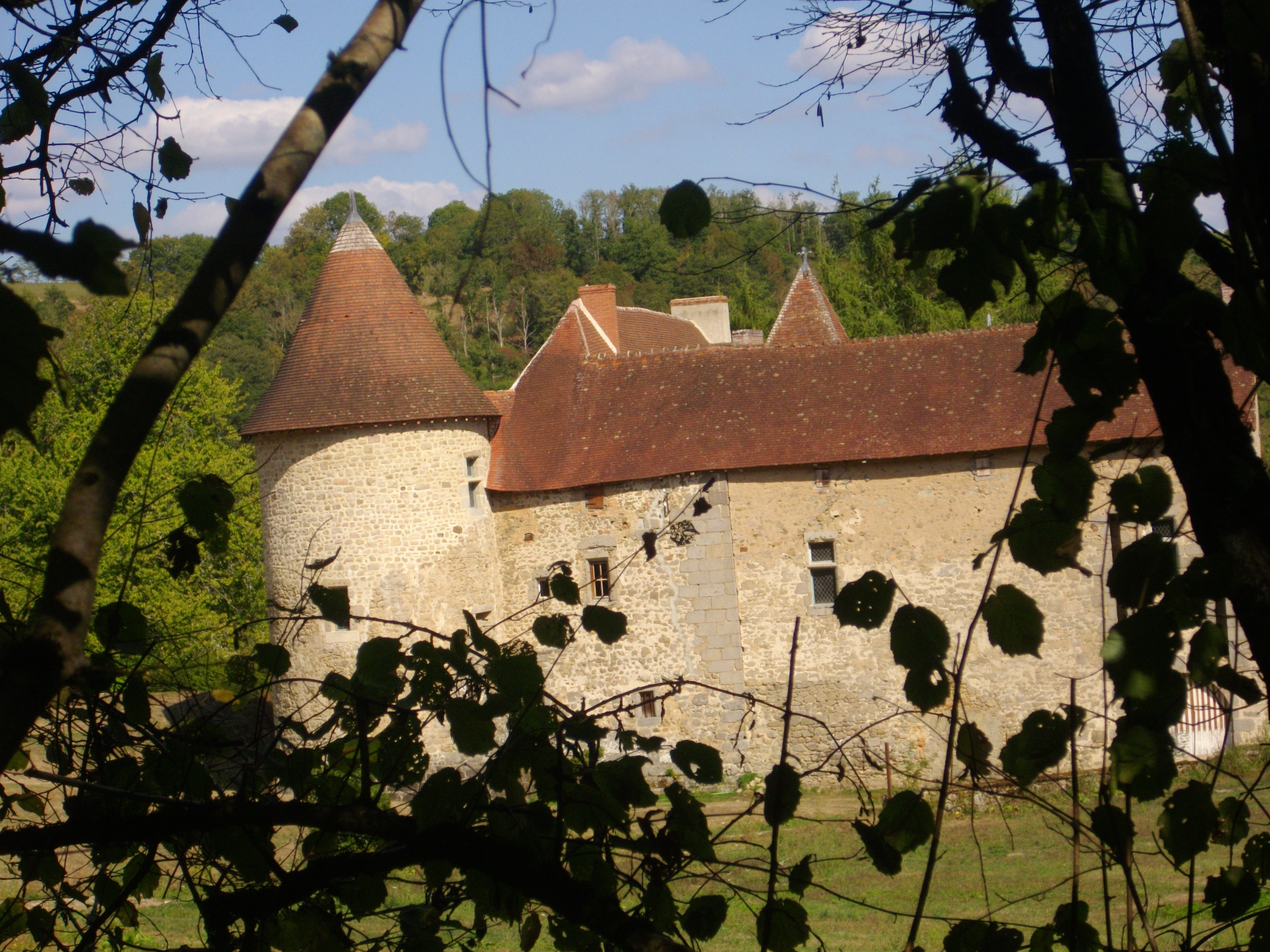
Vue arrière du château.
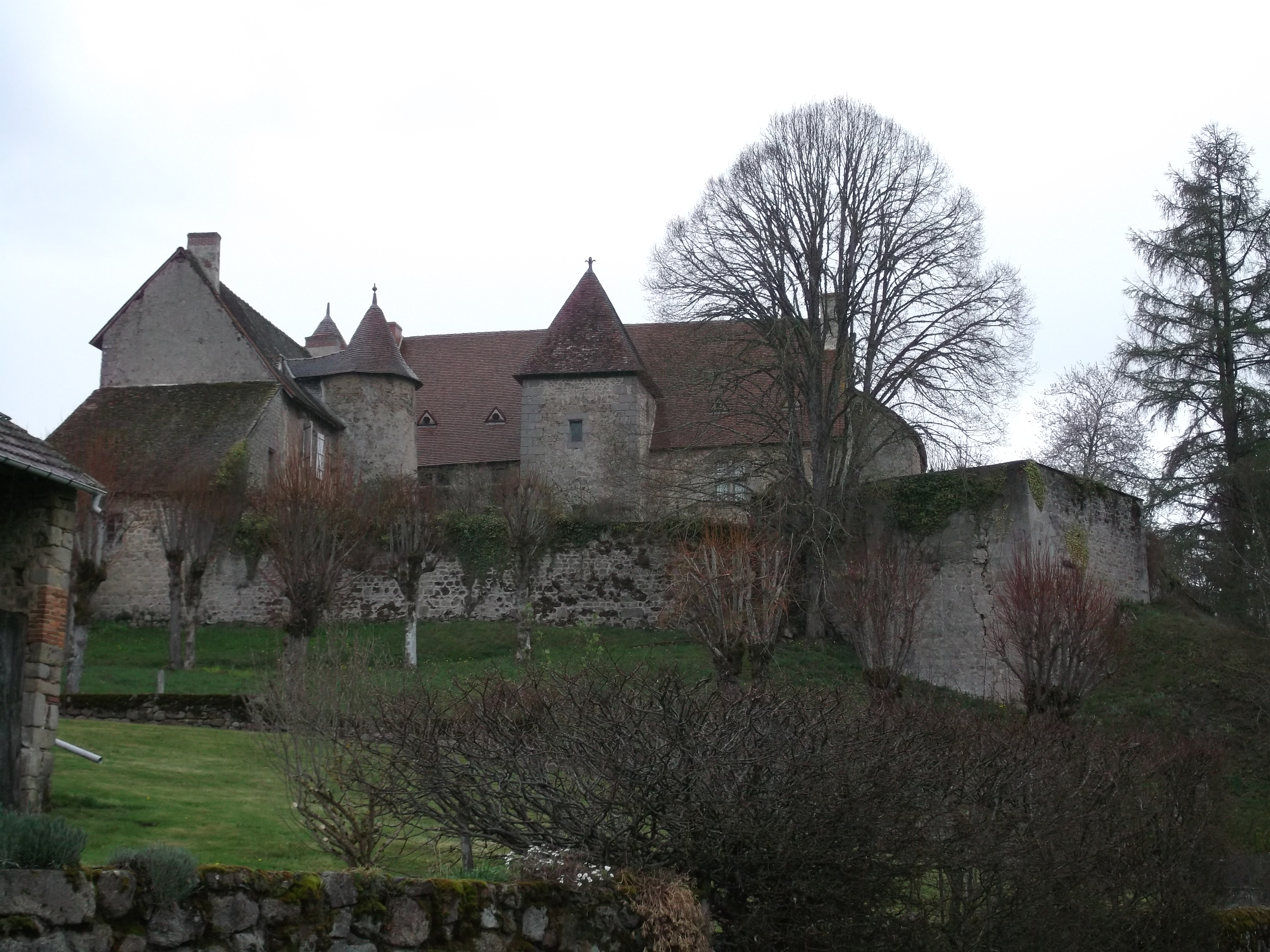
Château sous la pluie.